# Chaac

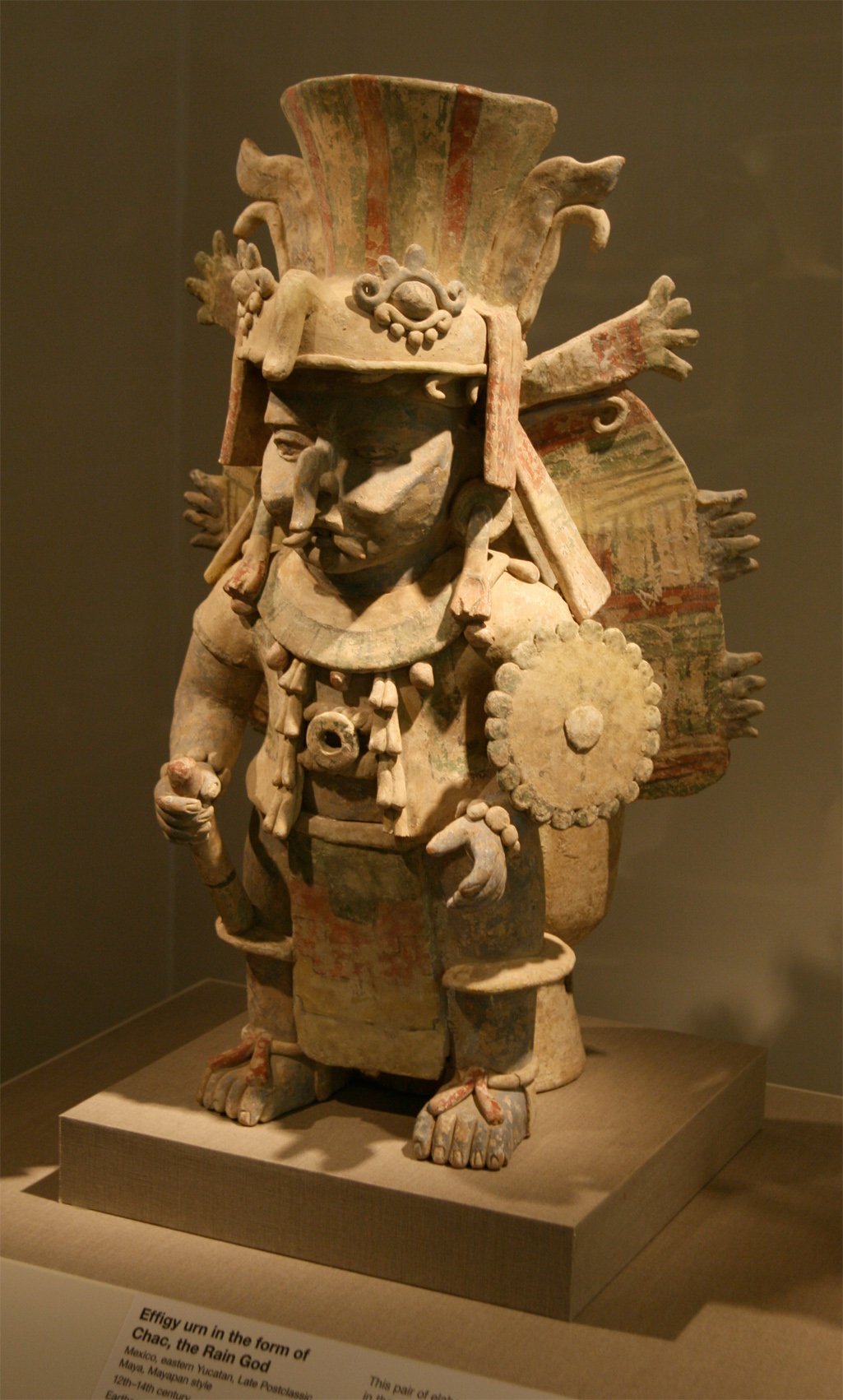

Chaac era o deus maia da chuva, do trovão e do raio. Por ser atribuído à água e á chuva, Chac também associado à agricultura. Era representado como um guerreiro cujas lágrimas caíam na terra. Era adorado na forma de quatro entidades diferentes, cada  uma representando um ponto cardeal. 
As rãs uo eram associadas a Chaac pelos Maias, pois seu canto anunciava a chuva.
1. ↑  Miller, Mary Ellen (1993). The gods and symbols of ancient Mexico and the Maya : an illustrated dictionary of Mesoamerican religion. Internet Archive. [S.l.]: New York : Thames and Hudson
2. ↑  «Quais são os principais deuses maias?». Super. Consultado em 13 de dezembro de 2023
3. ↑  «Religião Maia - História da Religião Maia». História do Mundo. Consultado em 13 de dezembro de 2023